# Iouri Loujkov
Iouri Mikhaïlovitch Loujkov (en russe : Юрий Михайлович Лужков), né le 21 septembre 1936 à Moscou (Union soviétique) et mort le 10 décembre 2019 à Munich (Allemagne), est un homme politique russe.
Élu maire de Moscou en 1992, époux de la richissime Elena Batourina, il est un temps favori de l’élection présidentielle de 2000, mais l’émergence du président du gouvernement Vladimir Poutine compromet ses ambitions. Tombé en disgrâce, il est accusé de corruption et limogé en 2010 par le président Dmitri Medvedev.

## Biographie

### Famille
Son père, Mikhaïl Andreïevitch Loujkov, est un menuisier originaire d'un petit village de l'oblast de Tver qui s'installe à Moscou dans les années 1930. Sa mère, Anna Petrovna, est originaire de Bachkirie.

### Carrière
De 1953 à 1958, Iouri Loujkov suit des études à l'université d'État du pétrole et du gaz I.M. Goubkine à Moscou. De 1958 à 1964, il travaille comme chercheur à l'Institut de recherche scientifique sur le plastique à Moscou.
Il rejoint le Parti communiste de l'Union soviétique (PCUS) en 1968. Les vingt années suivantes, il travaille dans des projets d'automatisation de différents secteurs de l'industrie chimique (1964-1971 : chef de département du secteur automatisation, Comité d'État de Chimie ; 1971-1974 : chef de département des systèmes de gestion automatisé, ministère de l'Industrie chimique de l'Union soviétique ; 1974-1980 : directeur général, Bureau du Plan d'expériences d'Automatisation, ministère de l'Industrie chimique de l'Union soviétique ; 1980-1986 : directeur général, Association scientifique industrielle Petrochemautomation).

### Parcours politique

#### Débuts
En 1977, au début de sa carrière politique, Iouri Loujkov est membre du conseil municipal de la ville de Moscou (Mossovet).
En 1987, il intègre l'organe exécutif du gouvernement de la ville de Moscou (Mosgorispolkom). Il occupe différents postes, généralement des fonctions d'adjoint au maire.
En 1991, au cours des premières élections libres et ouvertes, Gavriil Popov est élu maire de Moscou. Mais Popov, professeur d'université devenu populaire grâce à ses discours pro-démocrates, démissionne  en juin 1992 du fait de son manque d'expérience politique.

#### Maire de Moscou
Iouri Loujkov, qui exerçait la fonction de président du gouvernement de la ville de Moscou (c'est-à-dire l'organe exécutif du Conseil de la ville), est nommé maire par Boris Eltsine le 6 juin 1992. Loujkov jouissait alors d'un soutien plus important de la part de la population moscovite que Popov.
Sa politique municipale consiste à donner aux personnes âgées les transports gratuits et à encourager fortement l'entrepreneuriat local. Il remporte trois autres mandats successifs. Ainsi, il est élu maire le 16 juin 1996 (emportant 95 % des suffrages), le 19 décembre 1999 (69,9 % des suffrages) et le 7 décembre 2003 (avec 75 % des suffrages).
Il cherche notamment à attirer les investisseurs internationaux et fait bâtir, à partir de 1998, le quartier d'affaires Moskva-City. Il doit cependant faire face à la mauvaise image que donne alors la ville de Moscou, le taux d’homicides ayant quadruplé au cours de la première moitié des années 1990. Avec son épouse Elena Batourina, dirigeante de l'entreprise de construction Inteko (), il lance des projets urbains visant à estomper la marque de l'ère soviétique et à rappeler la période tsariste. Ainsi, la cathédral du Christ-Sauveur est reconstruite entre 1995 et 2000, et une grande statue en l'honneur de Pierre le Grand est inaugurée en 1997.
Pendant son premier mandat, son épouse devient la première femme milliardaire de Russie, ce qui ne passe pas inaperçu aux yeux de ses détracteurs.
En 1998, au moment où Boris Eltsine rencontre des problèmes politiques, Loujkov forme un parti politique minoritaire, l’Otetchestvo (la « Patrie »), afin de participer à l’élection présidentielle. L'Otetchestvo bénéficie du soutien de beaucoup de personnalités politiques régionales puissantes. Par la suite, il peut bénéficier d'un soutien encore plus important en fusionnant avec le parti Vsya Rossiïa (« Toute la Russie »). Ces deux partis forment l'Otetchestvo-Vsya Rossiïa. Beaucoup de politologues russes pensent alors que Loujkov et son nouvel allié et ancien Premier ministre Ievgueni Primakov, remplaceront Eltsine et son parti majoritaire à l'occasion des élections parlementaires et présidentielle programmées respectivement pour fin 1999 et milieu 2000.
Mais la chance de Loujkov tourne au moment où Boris Eltsine nomme Vladimir Poutine, Premier ministre (predsedatel) en août 1999. Quand il est nommé, Vladimir Poutine est alors inconnu. Les experts politiques russes expliquent que Poutine a pu rapidement bénéficier du soutien populaire grâce à son image de fermeté et son souci de l'ordre public appuyé et soutenu par les médias d'État, les alliés de la puissance publique et ceux qui avaient des intérêts économiques. Lors de la campagne difficile d'automne 1999 pour gagner la Douma, les ambitions politiques de Loujkov sont déçues quand l'Otetchestvo-Vsya Rossiïa donne l'investiture à Poutine pour l’élection présidentielle 2000, que celui-ci remporte. Après cet échec, Loujkov devient moins actif dans la vie politique fédérale.
Il interdit une Gay Pride dans sa ville parce qu'il considère que « l'homosexualité est contre nature », voire « satanique » ,.
Son administration fait falsifier en masse, à la fin des années 2000, les signatures de propriétaires d'appartement pour confier à des syndics dirigés par des proches la gestion des immeubles d'habitation de la ville. Cette mesure contribue à le discréditer.
Le 28 septembre 2010, il est suspendu de ses fonctions de maire par un décret du président Medvedev,,. Le quotidien Novye Izvestia qualifie cet événement d'« événement unique dans la vie politique russe ». Vladimir Poutine, alors Premier ministre, réagit en déclarant : « Loujkov a beaucoup fait pour le développement de Moscou, et il est reconnu comme un personnage clé de la Russie contemporaine. Mais il est évident que les relations du maire de Moscou avec le président ne fonctionnaient pas. Or, le maire est un subordonné du président et non l’inverse, donc il fallait prendre à temps des mesures indispensables pour normaliser cette situation ».

#### Dernières années et mort
À la suite de sa révocation, Iouri Loujkov quitte le parti Russie unie, dont il était jusqu'alors vice-président du conseil supérieur, organe de direction du parti. Dès lors relativement discret sur le plan politique et médiatique, il meurt en 2019 lors d'une opération du cœur à Munich (Allemagne).

### Vie privée
Iouri Loujkov s'est marié avec sa première femme, Marina Bachilova, en 1958 dont il a eu deux fils, Mikhaïl et Alexandre. Bachilova est morte d'un cancer du foie en 1989. Il s'est remarié avec Elena Batourina en 1991. Ils ont eu deux filles, Elena, née en 1992, et Olga, née en 1994. Loujkov apparaît souvent en public à l'occasion de différents festivals et de célébrations et il est un ardent promoteur de sa ville. Ses hobbies sont le tennis et l'apiculture. Son intérêt pour l'exercice physique est réputé, aussi une statue du maire en tenue de tennis fut érigée récemment en son honneur dans un parc de Moscou.

## Polémiques et controverses

### Enregistrements de la ville de Moscou
Dans l'ex-Union soviétique chaque citoyen devait obtenir une autorisation pour s'installer dans certaines agglomérations, comme Moscou, le gouvernement voulant limiter l'afflux vers les grandes villes. Après la chute du communisme, la Constitution de la fédération de Russie accorda la liberté de circuler aux citoyens russes. Iouri Loujkov restreint ce droit en instaurant une politique d'enregistrement des citadins, une mesure illégale et anticonstitutionnelle qui s'opposait à l'article 27 déclarant : « Quiconque se trouve légalement sur le territoire de la fédération de Russie a le droit à la liberté de circulation, au choix du lieu de séjour et de résidence ».
Pour se justifier, il avança que le développement des infrastructures de la ville de Moscou ne pouvait pas suivre le rythme d'une croissance démographique galopante. Durant cette période des enregistrements, les résidents non recensés ne pouvaient pas trouver légalement un emploi et étaient régulièrement harcelés par la police. La police de Moscou pouvait arrêter n'importe quel individu sans aucune raison et exiger de la personne qu'elle présente sa carte d'identité. Après une longue lutte entre les avocats de Loujkov et l'État, la Cour suprême et la Cour de justice Constitutionnelle exigèrent que certaines des restrictions les plus dures soient retirées et que la procédure d'enregistrement soit simplifiée. Maintenant, un moscovite peut passer 90 jours à Moscou sans qu'il lui soit nécessaire de se faire enregistrer.

### Accusations de corruption
Iouri Loujkov fut accusé par des agents de l'État d'avoir illégalement privatisé une partie du patrimoine de la ville de Moscou pour le compte d'hommes d'affaires russes fortunés, notamment les milliardaires Vladimir Goussinski et Vladimir Ievtouchenkov. La presse russe et étrangère déclara que l'entreprise de constructions et de fournitures de la femme de Loujkov, Elena Batourina, avait obtenu illégalement un grand nombre de marchés publics très lucratifs et lancés par la ville de Moscou. Sa compagnie accumula un capital de plus de 1,4 milliard de dollars.
Mikhaïl Gorbatchev, ancien président de l'ex-Union soviétique, a dénoncé dans la presse la possible corruption criminelle d'Eltsine, de Loujkov et d'autres fonctionnaires.
La corruption de Iouri Loujkov n'a jamais été prouvée et il se présente même comme un combattant de la corruption. Au Congrès du parti Russie unie qui se tenait à Moscou en novembre 2005 il a déclaré : « La corruption est un inconvénient et notre tâche est de lutter contre cela. Il est nécessaire de changer notre façon de combattre la corruption ; cela ne concerne pas seulement la corruption rattachée aux grandes quantités d'argent, mais aussi la petite corruption ».